# Ambient 1: Music for Airports
Ambient 1: Music for Airports (с англ. — «Эмбиент 1: Музыка для аэропортов») — шестой студийный альбом английского музыканта Брайана Ино, выпущенный в 1978 году на Polydor Records.

## Описание
Альбом состоит из четырёх композиций, созданных путем наслоения лупов различной длины, и был разработан для непрерывного воспроизведения в качестве звуковой инсталляции в терминалах аэропортов с целью разрядки напряжённой, тревожной атмосферы. В 1980 году альбом был представлен в одном из терминалов аэропорта Ла-Гуардия в Нью-Йорке.
Music for Airports — первый из четырёх альбомов Ино в серии Ambient. Сам музыкант полагал, что термином «эмбиент» следует описывать музыку «столь же игнорируемую, сколь и интересную», которая бы «успокаивала и давала пространство для размышлений». Первую композицию на альбоме Ино написал в соавторстве с бывшим ударником и вокалистом «Soft Machine» Робертом Уайаттом и продюсером Ретом Дейвисом. Три других трека полностью написаны Ино.

## Критика
| Оценки критиков               | Оценки критиков |
| Источник                      | Оценка          |
| ----------------------------- | --------------- |
| AllMusic                      | [ 4 ]           |
| Christgau's Record Guide      | B               |
| Encyclopedia of Popular Music | [ 6 ]           |
| Mojo                          | [ 7 ]           |
| Pitchfork                     | 9.2/10          |
| Rolling Stone                 | [ 9 ]           |
| The Rolling Stone Album Guide | [ 10 ]          |
| Slant Magazine                | [ 11 ]          |
| Spin Alternative Record Guide | 4/10            |
| Uncut                         | 10/10           |

В рецензии на альбом, опубликованной в 1979 году в журнале Rolling Stone, Майкл Блум обнаружил в Ambient 1 «много высокого мастерства, чтобы найти которое, необходимо разрушить намерение музыки и сосредоточиться». В другой рецензии, вышедшей в The Village Voice следом за альбомом, критик Роберт Кристгау написал, что «эти четыре образца скромного эмбиент-минимализма имеют реальное очарование как универсальные успокоительные средства».
Журналист в PopMatters Джон Дэвидсон в ретроспективной рецензии назвал Ambient 1 шедевром, чью ценность «можно оценить только слушая его в самых разных настроениях и обстановке. Тогда вы, вероятно, будете поражены тем, как музыка позволяет вашему уму дышать пространством и при этом приспосабливается к вашему настроению». Рецензент из AllMusic сравнила альбом с прекрасной картиной: «эти меняющиеся звуковые ландшафты не требуют постоянного участия со стороны слушателя […] тем не менее при внимательном прослушивании музыка вознаграждает своим звуковым богатством, отсутствующим в стандартных образцах фоновой или лёгкой для прослушивания музыки». В Slant Magazine описали эффект от композиций альбома как «абсолютную невесомость». В журнале Q альбом назвали «успокаивающим и возвышенным», а также «полезным для тех моментов, когда вы особенно чувствительны».
Ambient 1 был включён в книгу 1001 музыкальный альбом, который стоит прослушать, прежде чем вы умрёте. В гиде по альбомам от журнала Rolling Stone отмечено, что альбом определил эстетику своего жанра и одновременно дал ему название. В сентябре 2016 года рецензенты из Pitchfork назвали Ambient 1 лучшим эмбиент-альбомом всех времён.

## Список композиций
| №                   | Название                                                 | Автор(ы)                              | Длительность |
| ------------------- | -------------------------------------------------------- | ------------------------------------- | ------------ |
| 1.                  | «1/1» (Акустическое и электрическое пианино, синтезатор) | Брайан Ино, Рет Дейвис, Роберт Уайатт | 16:30        |
| 2.                  | «2/1» (Вокал, синтезатор)                                | Ино                                   | 8:20         |
| Общая длительность: | Общая длительность:                                      | Общая длительность:                   | 24:50        |

| №                   | Название                            | Автор(ы)            | Длительность |
| ------------------- | ----------------------------------- | ------------------- | ------------ |
| 3.                  | «1/2» (Вокал, акустическое пианино) | Ино                 | 11:30        |
| 4.                  | «2/2» (Синтезатор)                  | Ино                 | 6:00         |
| Общая длительность: | Общая длительность:                 | Общая длительность: | 17:30        |

## Участники записи
- Брайан Ино – синтезатор, электрическое пианино, вокал
- Криста Фаст – вокал ("2/1", "1/2")
- Кристин Гомес – вокал("2/1", "1/2")
- Инге Цайнингер – вокал ("2/1", "1/2")
- Роберт Уайатт – акустическое пианино ("1/1", "1/2")

Запись
- Брайан Ино – продюсер, звукоинженер
- Дейв Хатчинс– звукоинженер ("2/1", "1/2")
- Конни Планк – звукоинженер ("2/2"),
- Ретт Дейвис – звукоинженер ("1/1")

Дизайн
- Брайна Ино – дизайн конверта грампластинки

Место записи
- Лондон ("1/1", "1/2", "2/1")
- Plank's Studio в Кёльне ("2/2")

## История релизов
| Страна         | Лейбл               | Номер                     | Носитель | Дата релиза |
| -------------- | ------------------- | ------------------------- | -------- | ----------- |
| США            | Polydor             | AMB 001                   | LP       | 1978        |
| Франция        | Polydor             | 2310 647                  | LP       | 1978        |
| Канада         | GRT                 | 9167–9835                 | LP       | 1978        |
| Италия         | Polydor             | 2310 647                  | LP       | 1978        |
| США            | Editions EG         | EGS 201                   | LP       | 1981        |
| Великобритания | Editions EG         | EGED 17                   | LP       | 1983        |
| Великобритания | Editions EG, Virgin | EEGCD 17                  | CD       | август 1990 |
| США            | Editions EG         | EEGCD 17                  | CD       | август 1990 |
| Великобритания | Virgin Records      | ENOCD 6, 7243 8 66495 2 2 | CD       | 2004        |